# النادرة السفلى

تعديل مصدري - تعديل

النادرة السفلى إحدى حارات مدينة النادرة بمحافظة إب، بلغ تعداد سكانها 1473 نسمة حسب تعداد اليمن لعام 2004.